# Barbro Reyde-Sandeberg
Anna Barbro Gunilla Reyde-Sandeberg, född 23 maj 1926 i Oskar Fredriks församling i Göteborg, död 9 januari 2022 i Munkedal, var en svensk tecknare och konsthantverkare.
Hon var dotter till civilingenjören Folke Henry Vilhelm Reyde och Anna Carolina Lagerström och från 1950 gift med Per Hans-Owe Sandeberg samt syster till Carin Reyde-Bick. Reyde-Sandeberg studerade vid Slöjdföreningens skola i Göteborg och vid Högre konstindustriella skolan i Stockholm samt under studieresor till Danmark, Frankrike, Tyskland och Italien. Som illustratör illustrerade hon ett flertal barnböcker bland annat utförde hon illustrationerna till Ester Salminens Tipp och Tapp och Ture Casserbergs Blinker samt eff flertal illustrationer för All världens berättare. Förutom teckningar består hennes arbeten av glaskonst.